# Днянешвар

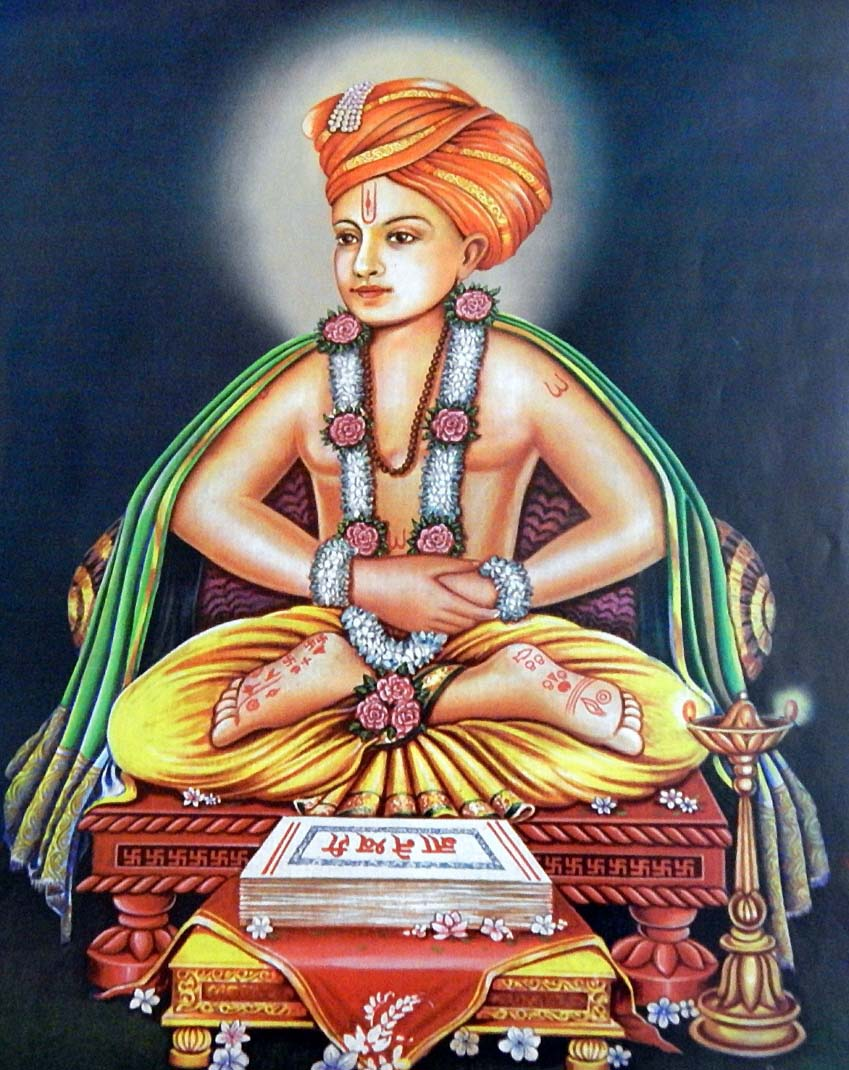
Днянешвар

Дняне́швар, или Джнянешвар (маратхи ज्ञानेश्वर; 1275, Пайтхан, Аурангабад — 1296, Аланди, Пуна) — вайшнавский поэт, святой и философ

 родом из Махараштры, один из наиболее ранних авторов вайшнавской поэзии. Автор «Бхавартха-дипика-тики» (комментария к «Бхагавад-гите») и «Амританубхавы». Оба текста считаются шедеврами маратхской литературы. Принадлежал к движению варкари.